# Mittellandkanal
El Mittellandkanal és un canal navegable alemany que connecta el Canal Dortmund-Ems des de Bergeshövede (Hörstel) amb l'Elba a Magdeburg. Amb els seus 320 quilòmetres és la via navegable artificial més llarga d'Alemanya. El seu nom significa «canal del centre del país».